# Cleptometopus bimaculatus
Cleptometopus bimaculatus là một loài bọ cánh cứng trong họ Cerambycidae.